# Keld Moseholm
Keld Moseholm Jørgensen (født 26. april 1936 i Freltofte, Nørre Lyndelse Sogn, død 31. maj 2023 i Svendborg) var en dansk billedhugger. 
Keld Moseholm arbejdede med den naturalistiske skulptur, især kvindefiguren og børn. Dels har han siden begyndelsen af 1980'erne arbejdet med en helt anden slags skulptur, hvor små tykke mandstumlinger boltrer sig på forskellig vis. Keld Moseholm fik en hovedpris i Australien, ved udstilling Sculpture by the Sea ved Bondi Beach.